# Aethes turialba
Aethes turialba es una especie de polilla del género Aethes, categorizada en la tribu Cochylini, de la subfamilia Tortricinae.

## Distribución
Se distribuye por Costa Rica.

## Taxonomía
Fue descrita por Busck en 1920 y publicada en (Hysterosia), Insec. Inscit. Menstr. 8: 86.